# Pristidactylus fasciatus
Espèce
Statut de conservation UICN

 DD  : Données insuffisantes
Synonymes
- Leiosaurus fasciatus D’Orbigny & Bibron, 1837
- Cupriguanus fasciatus (D’Orbigny & Bibron, 1837)
- Leiosaurus bardensis Gallardo, 1968

Pristidactylus fasciatus est une espèce de sauriens de la famille des Leiosauridae.

## Répartition
Cette espèce est endémique d'Argentine.

## Publication originale
- D’Orbigny & Bibron, 1837 : Voyage dans l’Amérique Méridionale, Rept. Planches, vol. 5 (texte intégral).